# Wilhelm Schorigus der Ältere
Wilhelm Schorigus der Ältere (* unbekannt, vermutlich Braunschweig; begraben 25. Februar 1661 in Braunschweig), auch Schurrius, Schurig, Sorgius, war ein Braunschweiger Steinmetz, Holz- und Steinbildhauer.

## Leben
Wilhelm Schorigus d. Ä. wurde am 30. November 1635 Neubürger der Altstadt, nachdem er das Oberwerk der Orgel in der Andreaskirche fertiggestellt hatte. Im Jahre 1643 erwarb er das Haus in der Gördelingerstraße 12. Er hatte einen unehelichen Sohn Wilhelm Schorigus d. J. mit der Witwe von Ulrich Stamm, einem Braunschweiger Bildhauer. Im Jahre 1654 zahlte er 96 Taler an den Weddeschatz, um daraus eine Rente von jährlich 4 Talern 24 Groschen zu beziehen. Sein Sohn Schorigus d. J. führte nach seinem Tode im Jahre 1661 die Werkstatt weiter. Ein Enkel von Schorigus d. J., Johann Christian Schurries, wurde ebenfalls Bildhauer in Braunschweig.

## Werk
Schorigus d. Ä. wurde am 17. April 1632 beauftragt, nach dem Entwurf des Orgelmachers Jonas Weigel, das Oberwerk der Orgel der Andreaskirche zu schnitzen, wofür er am 1. Dezember 1634 60 Taler von insgesamt 87,5 Talern erhielt. Die Arbeiten zeichnen sich durch Beherrschung figürlicher und ornamentaler Formen aus. Seine Figuren wirken allerdings etwas steif. Dieses gilt ebenso für das von ihm angefertigte Wappen für Herzog August d. J. am Herzogtor in Wolfenbüttel, das im Landesmuseum in Braunschweig aufbewahrt sein soll.
1647 erhält er 130 Taler vom Herzog zum Abriss des Herzogtors in Wolfenbüttel. Das Orgelgehäuse, das er zusammen mit Andreas Meveus für die Burg Dankwarderode 1636 schuf – und nicht mehr erhalten ist – wurden 60 Taler bezahlt. Für den Kopf auf dem Brunnenpfahl auf dem Kohlmarkt, der ebenso nicht erhalten ist, erhielt er 7,5 Schilling. Ferner wurde ihm am 21. Dezember 1659 der Auftrag erteilt, die Wappen für die Alte Waage zu „schneiden“. Ein Auftrag für einen Unterboden eines Kachelofens für 6 Mark ist dokumentiert.